# Аньело (департамент)
Департамент Аньело  (исп. Departamento de Añelo) — департамент в Аргентине в составе провинции Неукен.
Территория — 11655 км². Население — 10786 человек. Плотность населения — 0,90 чел./км².
Административный центр — Аньело.

## География
Департамент расположен на востоке провинции Неукен.
Департамент граничит:
- на севере — с департаментом Пеуэнчес
- на востоке — с провинцией Рио-Негро
- на юге — с департаментом Конфлуэнсия
- на юго-западе — с департаментами Пикунчес, Сапала
- на западе — с департаментом Лонкопуэ

## Демография
По данным Национального института статистики и переписи населения в Аргентине на 2010 год численность жителей департамента была 10786 против 7554 человек в 2001 году, что составило рост на 42,8%.

## Административное деление
Департамент включает 4 муниципалитета:
- Аньело
- Сан-Патрисио-дель-Чаньяр
- Агуада-Сан-Роке
- Лос-Чиуидас

## Важнейшие населенные пункты[3]
| № | Населённый пункт         | Населённый пункт (исп.) | Категория | Население чел. (2010) | На карте                        |
| - | ------------------------ | ----------------------- | --------- | --------------------- | ------------------------------- |
| 1 | Сан-Патрисио-дель-Чаньяр | San Patricio del Chañar | город     | 6474                  | 38°37′51″ ю. ш. 68°17′53″ з. д. |
| 2 | Аньело                   | Añelo                   | город     | 2449                  | 38°21′11″ ю. ш. 68°47′14″ з. д. |
| 3 | Агуада-Сан-Роке          | Aguada San Roque        | поселок   | 135                   | 37°59′56″ ю. ш. 68°55′23″ з. д. |